# اتا کژدم
اتا کژدم یک ستاره است که در صورت فلکی کژدم قرار دارد.